# Parc Central du Lac
Le Parc Central du Lac, ou Parc du Lac de l'EUR, est un parc moderne de Rome, avec un bassin artificiel. Il est situé dans le quartier moderne de l'EUR.
Conçu dès la naissance du quartier de l'EUR en 1936, il n'a été en fait réalisé qu'après-guerre; le lac artificiel se trouvant à l'intérieur est fermé sur les deux petits côtés, au nord-ouest par le palais de la banque UniCredit, et au sud-est par la tour ENI; en direction de la mer, le lac est dominé par une colline au sommet de laquelle se dresse le Palazzo dello Sport, et ou descendent des cascades, qui forment une cinquième perspective au Palais.
Le parc couvre une superficie d'environ 160 000 m2, soit 16 hectares, répartis à peu près à égalité entre la zone verte et le lac artificiel.

## Histoire et données techniques
Le projet de l'EUR 42 — l'Exposition universelle prévue pour 1942, mais qui ne fut jamais réalisée, projeté dès 1937, avait prévu un espace utilisé comme parc.
Au-dessus de cette zone, conçue comme un cinquième point de vue pour les visiteurs de Rome, se trouverait le Palais de l'Eau et de la Lumière (qui ne fut jamais construit, et sur la zone duquel a été construite à la fin des Années 1950 le Palazzo dello Sport en vue des Jeux olympiques d'été de 1960 attribués à Rome).
Le projet — qui, en plus du parc, comprenait un aquarium — avait impliqué les architectes Raffaele De Vico et Marcello Piacentini (le dernier président de la commission d'examen des œuvres proposées pour l'EUR); cette zone faisait à l'origine partie d'un projet plus vaste qui consistait en la création de huit parcs, dans le nouveau quartier.
Le Corps forestier d'État fut chargé du boisement et des travaux.
Le groupe de travail exécutif a été formé en 1939, mais l'entrée de l'Italie dans Seconde Guerre mondiale et la chute du fascisme en 1943, ont stoppé les travaux.
Après guerre, le projet a repris.

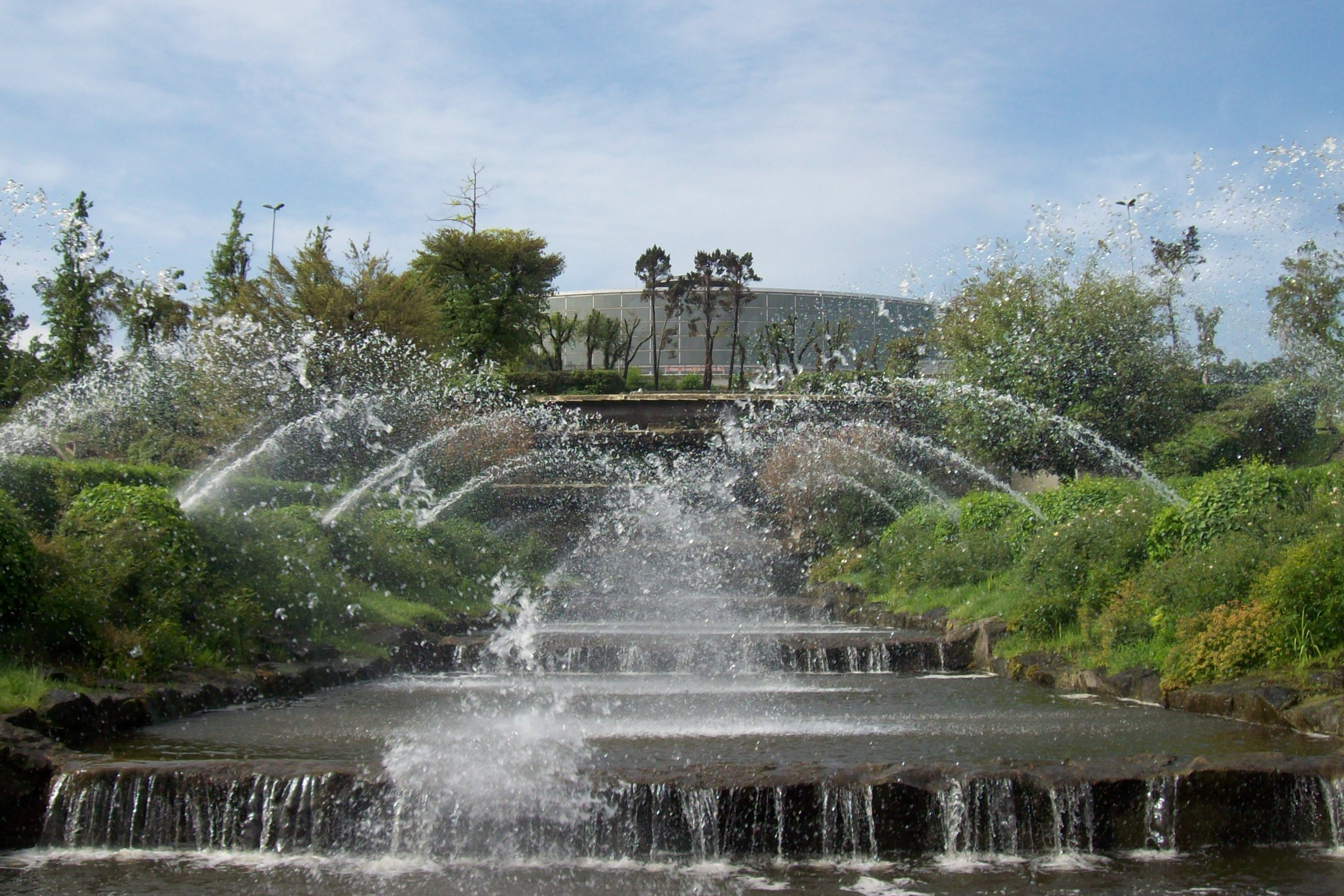
La chute d'eau, les fontaines et, au fond, le Palazzo dello Sport

Un bassin artificiel d'environ un kilomètre de longueur, est créé, dont la largeur varie entre 60 et 130 mètres pour une superficie totale d'un peu plus de quatre-vingt mille mètres carrés; la profondeur est variable, de deux à quatre mètres.
Dans le parc entourant le lac, plusieurs infrastructures sont construites à l'occasion des jeux olympiques que Rome a accueilli en 1960: sur la colline surplombant le lac on trouve le Palazzo dello Sport (1958-1960), de Pier Luigi Nervi et Marcello Piacentini, tandis que sur la face nord-ouest du bassin ces mêmes architectes ont construit la Piscine de la Rose qui a accueilli des matches du tournoi olympique de water-polo.

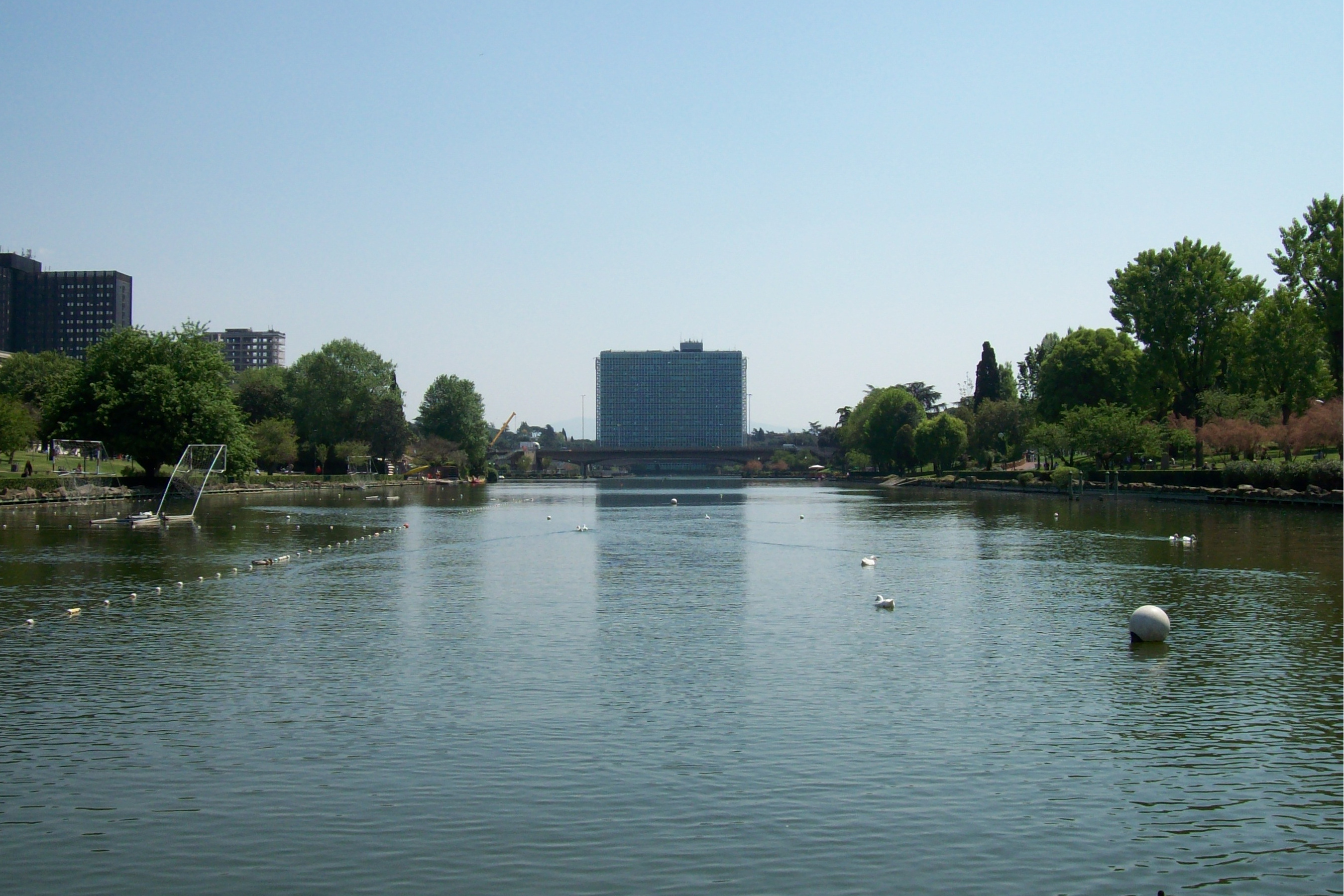
L'étang avec le bâtiment de l'ENI en arrière-plan

La vue en perspective le long de l'axe de la via Cristoforo Colombo permet de voir le Palazzo dello Sport qui surplombe une cascade, tributaire du lac, et une série de fontaines et de cascades sur les côtés.
Ces œuvres, restructurées en 2003 et plus en profondeur à la fin de la décennie, ont le double objectif d'assurer la fourniture en oxygène de l'écosystème formé par le lac, et également l'approvisionnement en eau pour les systèmes de protection incendie ainsi que l'arrosage du parc.
D'un côté du lac trouve le palais de la direction générale de l'ENI (1959-1962) et d'un autre côté le palais de la banque Unicredit (ancien siège de la Banco di Roma).
La zone piétonne et cyclable qui traverse le parc est appelée la Passaggiata du Japon en l'honneur du Pays dans lequel le premier ministre, Nobusuke Kishi, lors d'une visite officielle en Italie, en juillet 1959, a donné à Rome 2 500 sakura (prunus serrulata), cerisiers japonais, dont beaucoup sont plantés dans le parc de l'EUR.
À cet égard, il est devenu habituel depuis quelques années de célébrer, ici à Rome, une coutume typiquement japonaise, le hanami (ou l'admiration des fleurs), qui a lieu dans la période de la floraison des sakura (mi-mars — début avril), et qui consiste à marcher sous ces arbres, et souvent profiter d'un pique-nique à l'ombre de ces cerisiers; certains le font même en kimono, robe traditionnelle du Japon.
La réalisation du projet initial de l'aquarium a repris en 2011, avec le début des travaux pour la construction du Mediterraneum, situé le long de la limite nord du lac, d'une superficie d'environ 14 000 m2; initialement prévue pour le mois de juin 2012, l'ouverture a été reportée d'un an en raison de problèmes techniques; à l'été 2016, l'implantation n'est pas encore ouverte au public.
Deux stations de métro de la ligne B se trouvent au nord du parc, ouvertes le 9 février 1955, le jour de l'inauguration du premier tronçon du métro de Rome.  

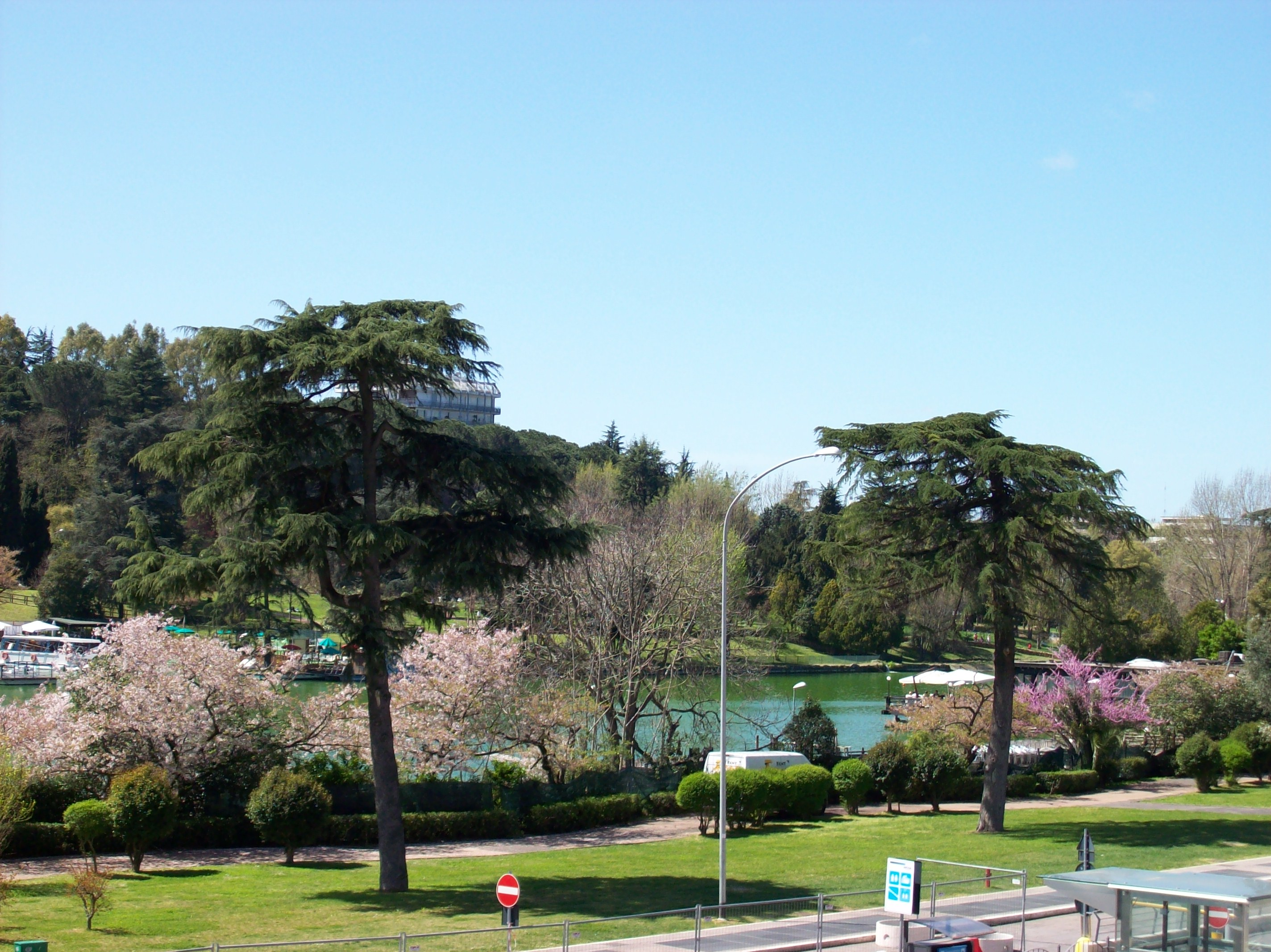
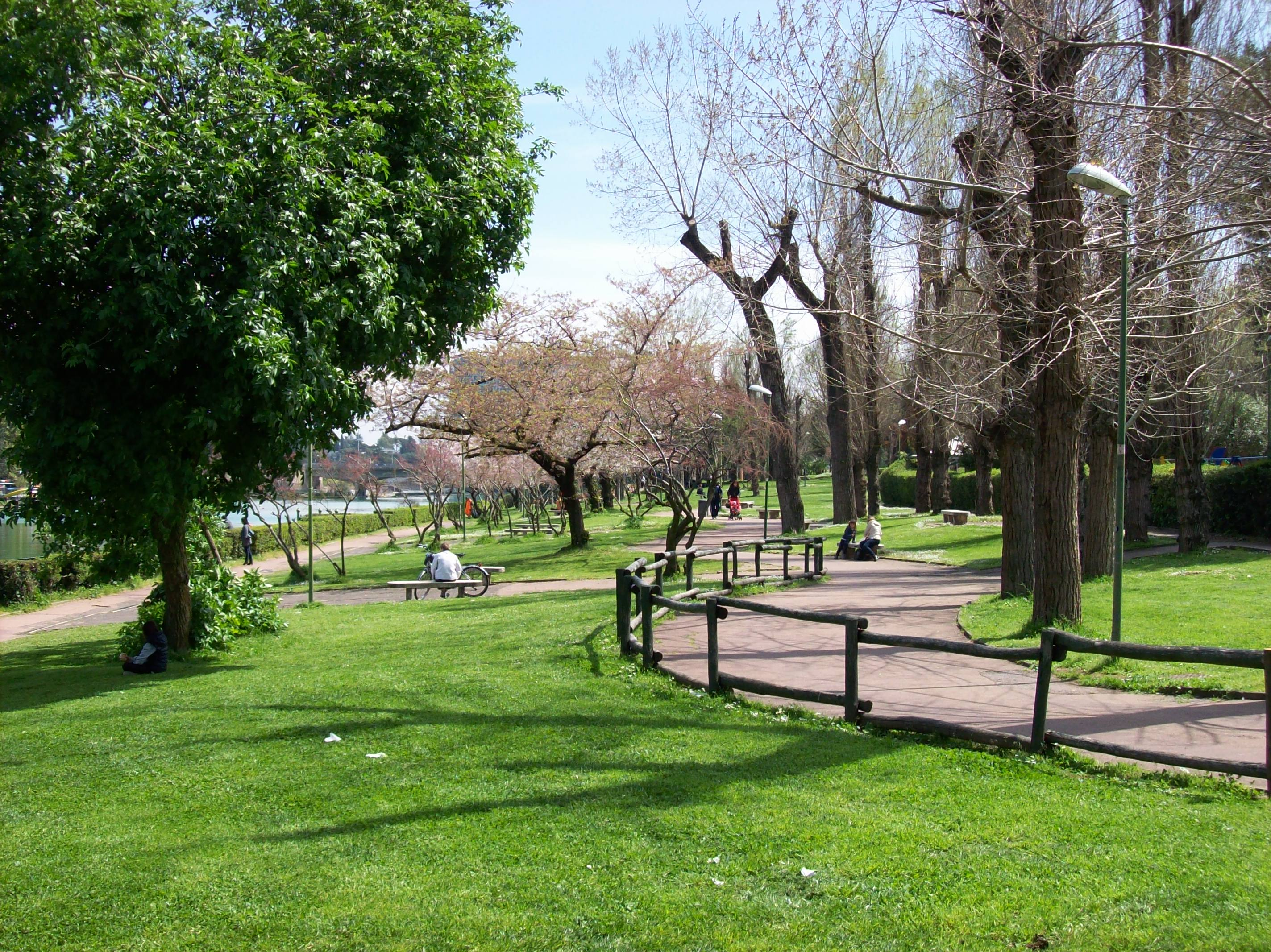
Cerisiers japonais en fleurs
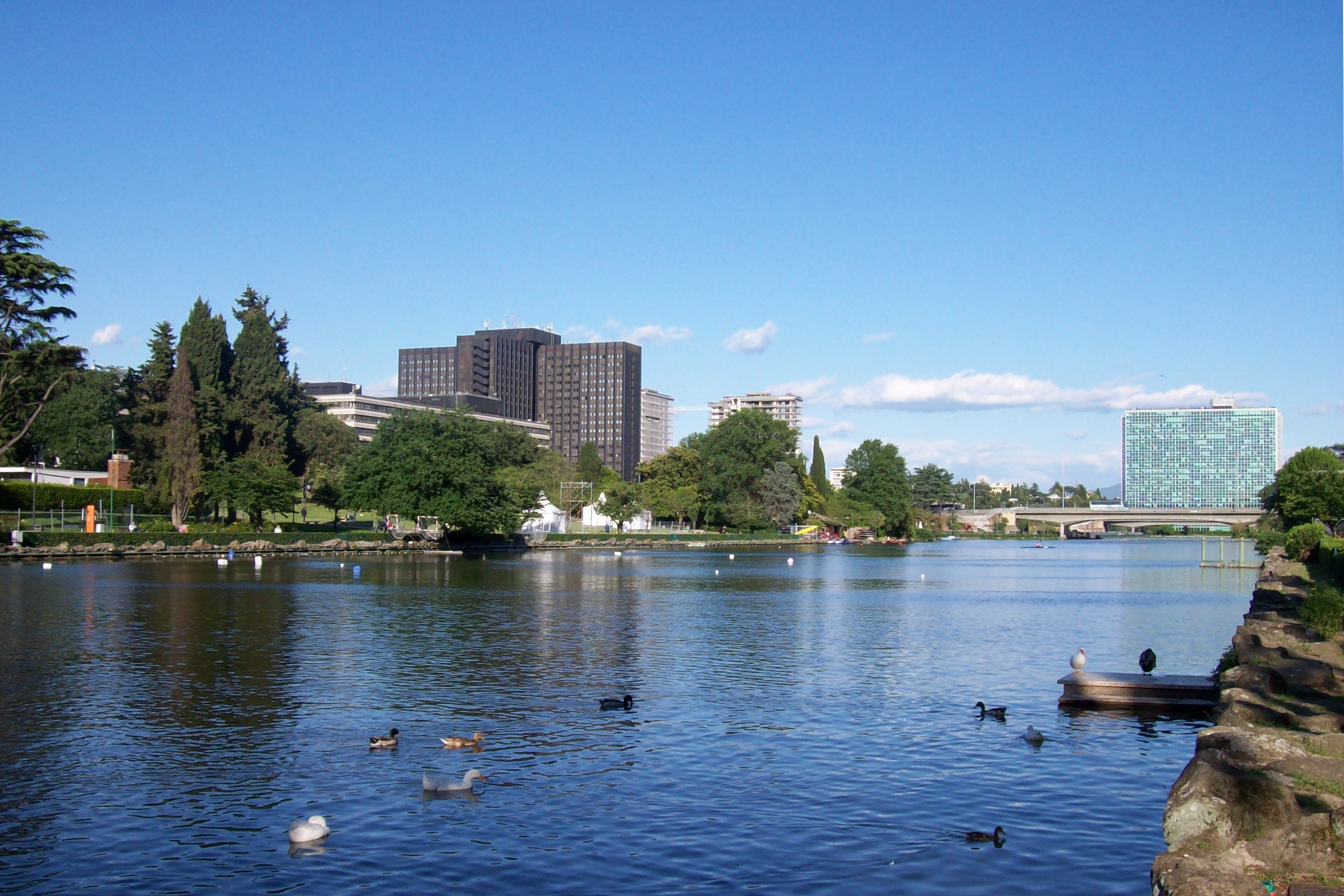
Le lac
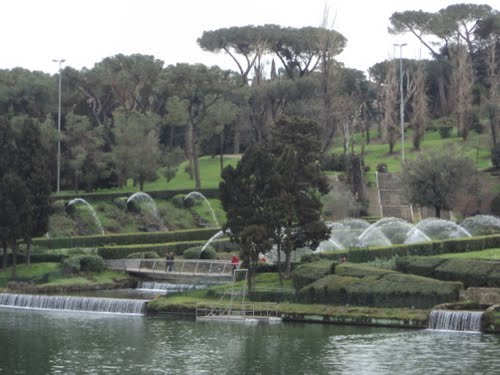
Fontaines se jetant dans le Lac